# Sharone Wright
Sharone Addaryl Wright (Macon, 30 gennaio 1973) è un ex cestista statunitense, professionista nella NBA, in Asia e in Europa.

## Carriera
È stato selezionato dai Philadelphia 76ers al primo giro del Draft NBA 1994 (6ª scelta assoluta).
Con gli Stati Uniti ha disputato le Universiadi di Buffalo 1993.

## Statistiche

### College
| Anno      | Squadra        | PG | PT | MP   | TC%  | 3P% | TL%  | RP   | AP  | PRP | SP  | PP   |
| --------- | -------------- | -- | -- | ---- | ---- | --- | ---- | ---- | --- | --- | --- | ---- |
| 1991-1992 | Clemson Tigers | 28 | 23 | 26,7 | 49,8 | 0,0 | 56,3 | 8,1  | 0,4 | 0,8 | 2,3 | 12,0 |
| 1992-1993 | Clemson Tigers | 30 | 29 | 30,4 | 56,7 | 0,0 | 66,9 | 10,5 | 0,9 | 0,7 | 4,1 | 15,0 |
| 1993-1994 | Clemson Tigers | 34 | 33 | 30,2 | 52,5 | 0,0 | 64,4 | 10,6 | 1,2 | 0,7 | 2,9 | 15,4 |
| Carriera  | Carriera       | 92 | 85 | 29,2 | 53,1 | 0,0 | 63,2 | 9,8  | 0,8 | 0,8 | 3,1 | 14,2 |

### NBA

#### Regular Season
| Anno      | Squadra            | PG  | PT  | MP   | TC%  | 3P%  | TL%  | RP  | AP  | PRP | SP  | PP   |
| --------- | ------------------ | --- | --- | ---- | ---- | ---- | ---- | --- | --- | --- | --- | ---- |
| 1994-1995 | Philadelphia 76ers | 79  | 49  | 25,9 | 46,5 | 0,0  | 64,5 | 6,0 | 0,6 | 0,5 | 1,3 | 11,4 |
| 1995-1996 | Philadelphia 76ers | 46  | 32  | 24,7 | 47,7 | -    | 62,9 | 6,5 | 0,6 | 0,5 | 0,8 | 10,5 |
| 1995-1996 | Toronto Raptors    | 11  | 6   | 27,1 | 50,8 | 33,3 | 68,5 | 5,2 | 1,0 | 0,5 | 0,9 | 16,5 |
| 1996-1997 | Toronto Raptors    | 60  | 28  | 16,8 | 40,0 | 0,0  | 51,1 | 3,1 | 0,5 | 0,3 | 0,8 | 6,5  |
| 1997-1998 | Toronto Raptors    | 7   | 0   | 6,3  | 50,0 | -    | 50,0 | 1,3 | 0,6 | 0,0 | 0,0 | 2,3  |
| Carriera  | Carriera           | 203 | 115 | 22,3 | 45,6 | 8,3  | 61,8 | 5,0 | 0,6 | 0,4 | 1,0 | 9,7  |

## Palmarès

### Squadra
- Campionato olandese: 1

EiffelTowers Den Bosch: 2006-07
- Coppa d'Olanda: 1

EiffelTowers Den Bosch: 2008

### Individuale
- McDonald's All-American Game (1991)
- NBA All-Rookie Second Team (1995)